# Contea di Caroline (Maryland)
La contea di Caroline, in inglese Caroline County, è una contea dello Stato del Maryland, negli Stati Uniti. La popolazione al censimento del 2000 era di 29 772 abitanti. Il capoluogo di contea è Denton.

## Geografia
La contea si trova nella parte orientale dello Stato. I fiumi principali sono il Choptank River e il Tuckahoe Creek. A est il confine con il Delaware è segnato dalla linea Mason–Dixon.

### Contee confinanti
- Contea di Kent (Delaware) - nord-est
- Contea di Sussex (Delaware) - sud-est
- Contea di Dorchester - sud
- Contea di Talbot - ovest
- Contea di Queen Anne - nord-ovest

## Storia
Nel 1773 fu creata la contea di Caroline da parti delle contee di Dorchester e Queen Anne. Deve il suo nome a Lady Caroline Eden, moglie di Sir Robert Eden, governatore del Maryland.

## Comuni

### Towns
- Denton (capoluogo)
- Federalsburg
- Goldsboro
- Greensboro
- Henderson
- Hillsboro
- Marydel
- Preston
- Ridgely
- Templeville